# ژان داربلنه
ژان داربلنه (زاده ۱۴ نوامبر ۱۹۰۴، پاریس – درگذشت ۱۲ مارس ۱۹۹۹، کانادا) زبان‌شناس و نظریه‌پرداز در فن ترجمه بود.
شهرت او بیش از همه مدیون روشهای هفتگانهٔ ترجمهٔ متون ادبی است که با همکاری ژان‌پل وینه در کتاب «سبک‌شناسی تطبیقی فرانسه و انگلیسی: روش ترجمه» مطرح کرده است. این هفت روش عبارتند از: تحت‌اللفظی، وامگیری، گرته‌برداری، تغییر صورت، تغییر بیان، معادل‌یابی و همانندسازی.